# Carla Gallo
Carla Paolina Gallo (Brooklyn, Nueva York, 24 de junio de 1975) es una actriz estadounidense, conocida por su participación en series como Undeclared, Carnivàle, Bones o Californication.

## Filmografía

### Film
| Año  | Título                                | Role                                 | Notes |
| ---- | ------------------------------------- | ------------------------------------ | ----- |
| 1994 | Spanking the Monkey                   | Toni Peck                            |       |
| 2000 | The Fanatical Teachings of Julian Tau | Bunnie Jeffrie                       | Corto |
| 2002 | The Gray in Between                   | Stephanie                            |       |
| 2005 | Sexual Life                           | Terri                                |       |
| 2005 | The 40-Year-Old Virgin                | Chica que lame los dedos de los pies |       |
| 2006 | Mission: Impossible III               | Beth                                 |       |
| 2007 | Superbad                              | Jacinda                              |       |
| 2008 | Forgetting Sarah Marshall             | Chica "Tápame la boca"               |       |
| 2008 | I Heart Veronica Martin               | Darby Reynolds                       | Corto |
| 2008 | Insanitarium                          | Vera Downing                         | Video |
| 2009 | The Slammin' Salmon                   | Stacy                                |       |
| 2009 | Funny People                          | Miss Pruitt                          |       |
| 2009 | Mother and Child                      | Tracy                                |       |
| 2010 | Get Him to the Greek                  | Destiny                              |       |
| 2010 | The Rooster                           | Stacy                                | Corto |
| 2011 | Perfect                               | Sara                                 | Corto |
| 2011 | Coming & Going                        | Linda                                |       |
| 2011 | We Bought a Zoo                       | Rhonda Blair                         |       |
| 2013 | Beneath the Harvest Sky               | Renee                                |       |
| 2014 | Neighbors                             | Paula Faldt-Blevins                  |       |
| 2016 | Neighbors 2: Sorority Rising          | Paula Faldt-Blevins                  |       |
| 2017 | Little Evil                           | Wendy                                |       |
| 2017 | Room for Rent                         | Lindsay Ross                         |       |
| 2018 | A Futile and Stupid Gesture           | Lucy Fisher                          |       |
| 2020 | Four Good Days                        | Ashley                               |       |
| 2020 | Happiest Season                       | Dueña de casa enojada                |       |
| 2021 | The Starling                          | Doctor Wilson                        |       |

### Televisión
| Año       | Título               | Rol                      | Notas                                                               |
| --------- | -------------------- | ------------------------ | ------------------------------------------------------------------- |
| 1999      | Law & Order          | Janet Tuckman            | Episodio: "Hunters"                                                 |
| 2000      | ER                   | Emma Miller              | Episodio: "Flight of Fancy"                                         |
| 2001–2003 | Undeclared           | Lizzie Exley             | Protagónico (18 episodios)                                          |
| 2003–2005 | Carnivàle            | Libby Dreifuss           | Protagónico (24 episodios)                                          |
| 2006      | What About Brian     | Brenda                   | Episodio: "Sex, Lies and Videotape"                                 |
| 2007      | Crossing Jordan      | Marissa Owens            | Episodio: "Fall from Grace"                                         |
| 2007      | House                | Janie                    | Episodio: "Act Your Age"                                            |
| 2008      | NCIS                 | Melissa Wheeler Fox      | Episodio: "Silent Night"                                            |
| 2008–2009 | Californication      | Daisy                    | Recurrente (11 episodios)                                           |
| 2008–2017 | Bones                | Daisy Wick               | Recurrente (33 episodios)                                           |
| 2009      | Mad Men              | Karen Ericson            | Episodios: "The Arrangement", "The Grown-Ups"                       |
| 2009–2011 | Men of a Certain Age | Annie                    | Recurrente (8 episodios)                                            |
| 2011      | Danni Lowinski       | Kaz                      | Film para TV                                                        |
| 2011      | Outsourced           | Debbie                   | Episodio: "The Todd Couple"                                         |
| 2011      | Traffic Light        | Natasha                  | Episodio: "All the President's Men"                                 |
| 2011      | Five                 | Laura                    | Film para TV                                                        |
| 2011      | 2 Broke Girls        | Stephanie                | Episodio: "And the Pretty Problem"                                  |
| 2011      | Burn Notice          | Sherry                   | Episodio: "Damned If You Do"                                        |
| 2011      | Workaholics          | Bunny Anderson           | Episodio: "Karl's Wedding"                                          |
| 2012      | Key & Peele          | Chica borracha en el bar | Episodio: "Flicker"                                                 |
| 2012      | Franklin & Bash      | Tammi Sutton             | Episodio: "Waiting on a Friend"                                     |
| 2012–2013 | Burning Love         | Tamara P.                | Episodios: "1.8", "Meet Orlando & the Ladies", "Finale", "Dancing!" |
| 2013      | Childrens Hospital   | Denise                   | Episodio: "Country Weekend"                                         |
| 2013      | Work It              | Michelle                 | Episodio: "Field of Schemes"                                        |
| 2013–2014 | Blue                 | Rose                     | Recurrente (5 episodios)                                            |
| 2014      | Anger Management     | Shannon                  | Episodio: "Charlie and His Probation Officer's Daughter"            |
| 2016      | The Night Shift      | Hannah                   | Episodio: "Get Busy Livin'"                                         |
| 2016      | Rosewood             | Daisy Wick               | Episodio: "Half-Life & Havana Nights"                               |
| 2017      | Future Man           | Dingo                    | 2 episodios                                                         |
| 2019      | Sneaky Pete          | Betsy                    | Episodio: "The Double Up and Back"                                  |
| 2021      | 9-1-1: Lone Star     | Vicki Nadler             | Episodio: "Everyone and Their Brother"                              |
| 2023      | Platonic             | Katie                    | Protagónico                                                         |

### Videojuegos
| Año  | Título     | Rol                 | Notas |
| ---- | ---------- | ------------------- | ----- |
| 2011 | L.A. Noire | Gloria Bishop (voz) |       |